# Advertising Space
Advertising Space is een single uit 2005 van de Britse zanger Robbie Williams. Het is het vijfde nummer van het album Intensive Care.

## Hitnoteringen

### Nederlandse Top 40
| Hitnotering: 24-12-2005 t/m 11-03-2006 | Hitnotering: 24-12-2005 t/m 11-03-2006 | Hitnotering: 24-12-2005 t/m 11-03-2006 | Hitnotering: 24-12-2005 t/m 11-03-2006 | Hitnotering: 24-12-2005 t/m 11-03-2006 | Hitnotering: 24-12-2005 t/m 11-03-2006 | Hitnotering: 24-12-2005 t/m 11-03-2006 | Hitnotering: 24-12-2005 t/m 11-03-2006 | Hitnotering: 24-12-2005 t/m 11-03-2006 | Hitnotering: 24-12-2005 t/m 11-03-2006 | Hitnotering: 24-12-2005 t/m 11-03-2006 | Hitnotering: 24-12-2005 t/m 11-03-2006 | Hitnotering: 24-12-2005 t/m 11-03-2006 | Hitnotering: 24-12-2005 t/m 11-03-2006 |
| Week                                   | 1                                      | 2                                      | 3                                      | 4                                      | 5                                      | 6                                      | 7                                      | 8                                      | 9                                      | 10                                     | 11                                     | 12                                     |                                        |
| -------------------------------------- | -------------------------------------- | -------------------------------------- | -------------------------------------- | -------------------------------------- | -------------------------------------- | -------------------------------------- | -------------------------------------- | -------------------------------------- | -------------------------------------- | -------------------------------------- | -------------------------------------- | -------------------------------------- | -------------------------------------- |
| Nummer                                 | 15                                     | 11                                     | 5                                      | 5                                      | 7                                      | 11                                     | 13                                     | 14                                     | 18                                     | 19                                     | 19                                     | 35                                     | uit                                    |

### Single Top 100
| Hitnotering: 17-12-2005 t/m 18-03-2006 | Hitnotering: 17-12-2005 t/m 18-03-2006 | Hitnotering: 17-12-2005 t/m 18-03-2006 | Hitnotering: 17-12-2005 t/m 18-03-2006 | Hitnotering: 17-12-2005 t/m 18-03-2006 | Hitnotering: 17-12-2005 t/m 18-03-2006 | Hitnotering: 17-12-2005 t/m 18-03-2006 | Hitnotering: 17-12-2005 t/m 18-03-2006 | Hitnotering: 17-12-2005 t/m 18-03-2006 | Hitnotering: 17-12-2005 t/m 18-03-2006 | Hitnotering: 17-12-2005 t/m 18-03-2006 | Hitnotering: 17-12-2005 t/m 18-03-2006 | Hitnotering: 17-12-2005 t/m 18-03-2006 | Hitnotering: 17-12-2005 t/m 18-03-2006 | Hitnotering: 17-12-2005 t/m 18-03-2006 |
| Week                                   | 1                                      | 2                                      | 3                                      | 4                                      | 5                                      | 6                                      | 7                                      | 8                                      | 9                                      | 10                                     | 11                                     | 12                                     | 13                                     |                                        |
| -------------------------------------- | -------------------------------------- | -------------------------------------- | -------------------------------------- | -------------------------------------- | -------------------------------------- | -------------------------------------- | -------------------------------------- | -------------------------------------- | -------------------------------------- | -------------------------------------- | -------------------------------------- | -------------------------------------- | -------------------------------------- | -------------------------------------- |
| Nummer                                 | 14                                     | 24                                     | 18                                     | 12                                     | 15                                     | 23                                     | 32                                     | 43                                     | 52                                     | 58                                     | 68                                     | 71                                     | 73                                     | uit                                    |

### NPO Radio 2 Top 2000
| Nummer met noteringen in de NPO Radio 2 Top 2000 | '07  | '08 | '09  | '10  | '11 | '12  |
| ------------------------------------------------ | ---- | --- | ---- | ---- | --- | ---- |
| Advertising Space                                | 1379 | -   | 1568 | 1995 | -   | 1359 |

1. ↑  Een '-' betekent dat het nummer niet was genoteerd en een vetgedrukt getal geeft de hoogste notering aan.
2. ↑  2007 was het eerste jaar met een notering voor dit nummer.
3. ↑  Deze tabel is bijgewerkt tot en met de laatste editie (2024).